# Elizandro Sabino
Elizandro Silva de Freitas Sabino (São Gonçalo, 14 de setembro de 1977) é um advogado, pastor evangélico e político brasileiro filiado ao Partido Renovação Democrática (PRD).

## Biografia

### Formação acadêmica
Elizandro Sabino é formado em Direito pela Universidade Luterana do Brasil (ULBRA) e possui Mestrado em Direito Público pela Universidade de Santa Cruz do Sul (UNISC/RS). Sua dissertação de mestrado foi defendida em dezembro de 2015, sob orientação do Prof. Dr. André Viana Custódio.
Atua como advogado há mais de 20 anos e é pós-graduando em Registros Públicos e Atividades Notariais.

### Vida pessoal
Elizandro é filho do ex-vereador de Porto Alegre Eliseu Sabino.É casado com a vereadora e psicóloga Tanise Sabino.
É membro da Igreja Evangélica Assembleia de Deus, onde atua como pastor.

## Carreira política

### Conselheiro tutelar
Elizandro Sabino iniciou sua trajetória política como conselheiro tutelar. Foi eleito para o Conselho Tutelar na Microrregião 06 de Porto Alegre em 2001, sendo o candidato mais votado da capital. Posteriormente, foi reeleito conselheiro tutelar.

### Vereador de Porto Alegre
Elizandro, que é pastor evangélico e filho do ex-vereador de Porto Alegre Eliseu Sabino, concorreu pela primeira vez a um cargo público na cidade no pleito eleitoral de 2012, para o cargo de vereador. Foi eleito com 6.741 votos. Disputou a reeleição para vereador quatro anos depois, sendo eleito com 9.845 votos.

### Secretário municipal
Em 2017, no início do governo Marchezan Júnior na prefeitura de Porto Alegre, Sabino foi indicado para assumir a Secretaria Municipal de Infraestrutura e Mobilidade (SMIM). Ficou no cargo de secretário municipal até 7 de abril de 2018.

### Deputado estadual
Nas eleições de 2018, foi candidato a deputado estadual pelo PTB e foi eleito com 36.033 votos.
Nas eleições de 2022, foi reeleito para seu segundo mandato como deputado estadual com 31.937 votos.
Atualmente, é filiado ao Partido Renovação Democrática (PRD).

### Atuação parlamentar
Na Assembleia Legislativa, Elizandro Sabino assumiu como Primeiro Secretário da Mesa Diretora, atuando diretamente em Sessões Plenárias.
Presidiu a Comissão de Finanças da Assembleia Legislativa e atualmente preside cinco frentes parlamentares, incluindo a Frente Parlamentar para Debater o Homeschooling.
Em 2023, propôs a criação da Frente Parlamentar da Justiça Notarial e Registral, com o objetivo de ampliar as ações em prol das atividades extrajudiciais.
Em maio de 2025, integrou a missão internacional do Governo do Rio Grande do Sul nos Estados Unidos, em busca de investimentos para o estado.

### Projetos de lei
Entre os projetos de lei de sua autoria que foram sancionados, destacam-se:
- Lei nº 16.154, que estabelece normas que regulam o serviço de Capelania e a prestação de assistência religiosa nas entidades civis e militares no Rio Grande do Sul.[21]

- Lei 15.855, de 21 de junho de 2022, dos Fundos Rotativos, que estabelece o Fundo Penitenciário Rotativo Regional no estado.[22]

- Projeto de Lei nº 238/2022, que institui a instalação de portais de detecção de metais nas escolas da rede pública.[23]

- Projeto de Lei nº 167/2024, que propõe isentar templos religiosos e entidades sem fins lucrativos de determinadas taxas.[24]

## Desempenho eleitoral
| Ano  | Eleição                        | Partido | Candidato a       | Votos  | %     | Resultado | Ref    |
| ---- | ------------------------------ | ------- | ----------------- | ------ | ----- | --------- | ------ |
| 2012 | Municipal de Porto Alegre      | PTB     | Vereador          | 6.741  | 0,89% | Eleito    | [ 7 ]  |
| 2016 | Municipal de Porto Alegre      | PTB     | Vereador          | 9.845  | 1,43% | Reeleito  | [ 8 ]  |
| 2018 | Estaduais no Rio Grande do Sul | PTB     | Deputado estadual | 36.033 | 0,62% | Eleito    | [ 12 ] |
| 2022 | Estaduais no Rio Grande do Sul | PTB     | Deputado estadual | 31.937 | 0,52% | Reeleito  | [ 14 ] |